# Шуњата
Празнина или шуњата (санскрит: शून्यता śūnyatā, пали: suññatā) у будизму значи ништавност свих појава, јер пролазност њихових облика значи да оне не поседује трајну бит или сопство (несопство).
Баш као што учење о несопству пориче да постоји сопство, тако и учење о празнини значи да је свет ништа. Будизам не негира постојање мноштва појава, већ тврди да су те појаве празне, јер немају постојање по себи, односно властито бивање (svabhava). Према Будином учењу, разумевање ништавности појава води мудрости и унутрашњем миру.
Главни спор у раној будистичкој филозофији тицао се природе реалности, за коју је школа празнине тврдила да је »празнина«, а школа свести да је неподељена свест. Појам празнине је играо кључну улогу у развоју махајана будизма. Махајана посебно истиче важност увиђања ништавности, што води потпуној слободи.

## Етимологија
У основи појма шуњата налази се реч шуња (пали: sunna, санскрит: śūnya), која означава нулу у математици, односно ништа, празно (исконски празно, не празно од нечега). Из тога је изведена именица женског рода (пали: sunnata, санскрит: šunjata), у значењу празнина, ништавило, стање ничега.
У класичним примерима, усмереним првенствено против вере у "суштину" иза појава, често се интерпретира као “испразност”.

## Будино учење
Готама Буда је учио да је овај свет ништа. На питање ученика: »Зашто се каже овај свет је ништа?« Буда одговара:
| „                 | Овај је свет ништа по себи и за себе. Око је ништа по себи и за себе. Облици су ништа по себи и за себе. Свест о виђеном је ништа по себи и за себе. Контак ока и виђеног је ништа по себи и за себе... И који год осећај да се јави на основу тог контакта, било пријатан, болан или неутралан, и он је ништа по себи и за себе. Зато се каже: "овај је свет ништа". | ” |
| — Сидарта Гаутама | |   |

Према Будином учењу, свако ко прозре ништавност света и сам достиже стање ништавности:
| „                 | Као и прије, Анандо, тако и сада претежно боравим у стању ништавила (шуњата) [...] Сви аскети и брахмани, који су у прошлости досегли потпуно чисто коначно ништавило и одржали се у њему, досегли су управо то постпуно чисто и коначно ништавило и одржали се у њему. И у будућности - као и у садашњости - исто ће тако сви аскети и брахмани који досегну потпуно чисто коначно ништавило и одрже се у њему, досећи управо то потпуно чисто коначно ништавило и одржати се у њему. Зато и ви, Анандо, треба да настојите да досегнете то потпуно чисто коначно ништавило и да се одржите у њему. | ” |
| — Сидарта Гаутама | |   |

За онога ко је постигао нирвану, Буда је говорио да му је „пашњак празнина“ (Dhammapada, 93).

## Развој појма

### Рани будизам
У теорији спознаје раног будизма, шуња означава објективну страну. У раном будизму, на пример у палијским никајама, празнина се првенствено тиче световног искуства и каже се да је ток бивања лишен трајне вредности и самосвојности. Спољна задовољства и чулно опажљиви објекти су лишени сопственог постојања и стога невредни човекове крајње преданости.

### Мадхјамака
Између 200. и 100. године п. н. е. неки индијски будисти су толико истицали ништавност чулних појава да су их прозвали шуњавадини (»поборници ништавила«). Они су тврдили да нису само чулни објекти лишени реалности, већ да су ништавни и такви филозофски појмови као што су буда, нирвана и дхарма. Шуњавадини су критиковали тврдње да има посебних ствари, идеја или процеса, који постоје захваљујући својој суштинској природи.
Учење о шуњати је разрађено у мадхјамика школи махајанског будизма, коју је основао Нагарђуна крајем 2. века. Присталице мадхјамике су систематски критиковали сва филозофска становишта. Сматрали су да људи из темеља погрешно доживљавају све објекте перцепције (феномене). Умне представе и језички појмови, које су за људе обично извор значења, имају моћ да везују људе за њихове сопствене представе и апстракције, без разумевања природе иза. Узрок том погрешном опажању је психолошка склоност приањању за све објекте опажања као да они заиста постоје као независни ентитети. Међутим, на најдубљем нивоу, нема приањања уз духовну настројеност која уочава разлике. Они који су у стању да се ослободе својих идеја и схватања, увиђајући да све потиче из међусобне условљености (пратића-самутпада), могу да појме шуњату и да буду слободни. »Свеобухватна празнина« није одбацивање посебних актуалности или појмова, већ увиђање да су они потекли из међузависне условљености и да стога нестају.

### Виђнанавада
Око 5. века неки будисти, иако признају да се појаве одликују несуштаственошћу, почињу да трагају за позитивнијом формулацијом овог искуства. Они су такође свет сматрали ништавним, јер је »без упоришта« (нир-аламбана) изван свести. Тврдили су да је само свест (виђнана) стварна, због чега је њихова школа названа виђнана-вада, позната и као јогачара, по упражњавању јоге. Јогачаре сматрају »свест по себи« као извор целокупног опажања и моћи створања облика.
Према јогачарама, појава илузије показује да свест може имати садржај без одговарајућег објекта изван себе, што показује „самосадржану природу свести“. Иако се обична људска свест заплиће у обмане и привиђења, истинска свест је изван таквих запетљаности; она је попут празног простора. Главна духовна ове школе је била »упознај сопствену свест«, што је значило: испразни из себе све што није »изворна права свест«.

### Чан
Кинески ч'ан будиста Шенхуи упитан: »Што је ништавило?» одговара: »Ако кажеш да постоји онда сигурно претпостављаш обележја чврстоће и отпорности, а ако кажеш да је то нешто што не постоји, какву онда тражиш помоћ од тог појма?«

## Критике
Међу првим струјама у раном будизму налазимо и на супротан став шуњата-вади, да „све јесте“ (сарвам-асти), по којем главна реалистичка школа добија назив сарвасти-вада.